# تیان هان
تیان هان (چینی: 田汉؛ ۱۲ مارس ۱۸۹۸ – ۱۰ دسامبر ۱۹۶۸) نمایشنامه‌نویس، مترجم، شاعر و رهبر موسیقی و فیلم انقلابی اهل چین بود.
او در زمان جنبش فرهنگ نوین چین در اوایل قرن بیستم ظهور کرد و تا انقلاب فرهنگی چین به فعالیت خود ادامه داد، هان در سال ۱۹۶۶ به دو سال زندان محکوم و در سال ۱۹۶۸ در زندان درگذشت. مورخان نمایش‌های او را یکی از سه بنیانگذار نمایش گفتاری چینی، همراه با اویانگ یوچیان و هونگ شن می‌دانند. مشهورترین میراث او ممکن است اشعاری باشد که برای «مارش داوطلبان» در سال ۱۹۳۴ نوشت که بعداً به عنوان سرود ملی جمهوری خلق چین پذیرفته شد.